# Häst (tortyrredskap)

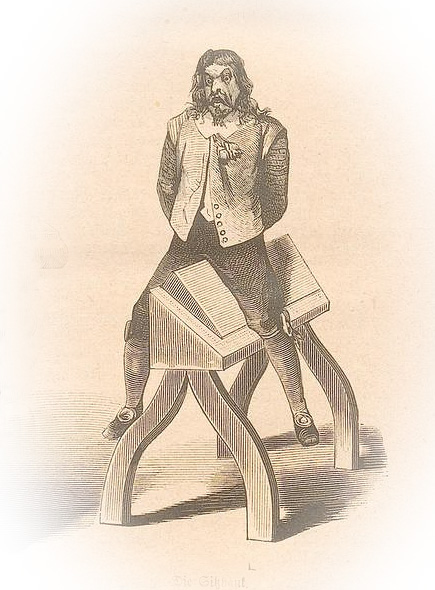
Illustration av tortyrredskapet häst fån 1884.

Häst eller trähäst är ett gammalt tortyrredskap som bestod av en ställning av trä eller dylikt med skarp kant upptill. Fången tvingades sitta gränsle över kanten med tyngder fästa vid benen. Att utsättas för denna tortyrmetod kallades för att "rida hästen", eller "rida på trähästen".